# 베르너 폰 블롬베르크
베르너 에두아르트 프리츠 폰 블롬베르크(Werner Eduard Fritz von Blomberg, 1878년 9월 2일-1946년 3월 14일)는 독일의 군인으로, 전쟁성 장관을 역임했다.
| 전임 빌헬름 베트첼 | 제5대 독일국 병무청장 1927년 1월 27일-1929년 9월 30일 | 후임 쿠르트 폰 하머슈타인에쿠오르트 |

| 전임 페르디난트 폰 브레도프 | 전쟁국가장관 1935년-1938년 | (국방군 최고사령부 총장) 빌헬름 카이텔 |